# Minuskel 59
Minuskel 59 (in der Nummerierung nach Gregory-Aland), ε 272 (von Soden) ist eine griechische Minuskelhandschrift des Neuen Testaments auf 238 Pergamentblättern (19,6 × 14,5 cm) mit Lücken. Mittels Paläographie wurde das Manuskript auf das 13. Jahrhundert datiert.

## Beschreibung
Der Kodex enthält den Text der vier Evangelien. Er wurde einspaltig mit je 23 Zeilen geschrieben. Er enthält Prolegomena, Listen der κεφαλαια, τιτλοι, κεφαλαια, Synaxarion, Menologion, jedoch Ammonianische Abschnitte und der Eusebische Kanon fehlen.
Der griechische Text des Kodex ist zum großen Teil eine Mischung verschiedener Texttypen. Kurt Aland ordnete es in keine Kategorie ein.

## Geschichte
Der Kodex befindet sich zurzeit im Gonville and Caius College (Ms 403/412) in Cambridge.